# Agapetus birgi
Agapetus birgi är en nattsländeart som först beskrevs av Füsun Sipahiler 1989.  Agapetus birgi ingår i släktet Agapetus och familjen stenhusnattsländor. Inga underarter finns listade i Catalogue of Life.